# カリガイラ
カリガイラ（Karigaila，? - 1390年9月16日）は、リトアニア大公国の統治者アルギルダスと、その2番目の妻ウリヤナ・トヴェリスカヤの間の息子の一人。
カリガイラはスモレンスク公国からムシチスラウを奪い、ムシチスラウの支配者となった。彼はチャルトリスキ家の始祖となった兄弟のコンスタンティンと混同される場合がある。兄のヨガイラがクレヴォの合同に基づきポーランド王になると、カリガイラも1386年に3月にクラクフでカトリック教会に改宗し、「カジミェシュ（Kazimierz）」の洗礼名を授けられた。その後、彼はポーランドを離れ、ヨガイラからリトアニア大公位を奪おうと画策していた異母兄のポラツク公アンドリュスの反乱を平定するためにリトアニア大公国の東部地域へ向かった。1386年4月18日、カリガイラと兄弟たちは、ヴィフラ川の戦いにおいて、アンドリュスと結んだスモレンスク公スヴャトスラフを破っている。
1389年に再開されたリトアニア内戦の最中、カリガイラはヴィリニュス城群の「曲がった城」において防戦を指揮したが、城は陥落してカリガイラは殺された。兄のポーランド王ヨガイラは、カリガイラはドイツ騎士団に捕えられて斬首されたのだ、と騎士団を非難した。騎士団はカリガイラの殺害を否認し、カリガイラは戦闘中に死んだのだと主張した。カリガイラはヴィリニュス大聖堂に埋葬された。